# Sarsonia murphyi
Sarsonia murphyi is een rondwormensoort uit de familie van de Linhomoeidae. De wetenschappelijke naam van de soort is voor het eerst geldig gepubliceerd in 1967 door Gerlach.